# A Bad Man and Others
Pour plus de détails, voir Fiche technique et Distribution.
A Bad Man and Others est un film américain muet réalisé par Raoul Walsh et sorti en 1915.

## Fiche technique
- Titre original : A Bad Man and Others
- Réalisation : Raoul Walsh
- Société de production : Reliance Film Company
- Société de distribution : Mutual Film
- Pays de production :  États-Unis
- Langue originale : anglais
- Format : noir et blanc — 35 mm — 1,37:1 — film muet
- Genre : Court-métrage, Western
- Durée : 2 bobines - 600 m
- Date de sortie :
  - États-Unis : 26 juin 1915

## Distribution
- William Lowery : George Hewitt
- Elmo Lincoln : Mike
- Daisy Jefferson : Lucy Hewitt
- Violet Wilkey : l'enfant
- George Walsh : le shérif
- Nat G. Deverich